# James Sie
James Sie (født 18. december 1962) er en amerikansk skuespiller.